# Дагвеј (Јута)
Дагвеј (енгл. Dugway) насељено је место без административног статуса у америчкој савезној држави Јута.

## Демографија
По попису из 2010. године број становника је 795, што је 1.221 (-60,6%) становника мање него 2000. године.
| Група             | 2000.         | 2010.       |
| Белци             | 1.212 (60,1%) | 619 (77,9%) |
| Афроамериканци    | 303 (15,0%)   | 25 (3,1%)   |
| Азијати           | 57 (2,8%)     | 28 (3,5%)   |
| Хиспаноамериканци | 116 (5,8%)    | 77 (9,7%)   |
| Укупно            | 2.016         | 795         |